# Arophyton humbertii
Arophyton humbertii är en kallaväxtart som beskrevs av Josef Bogner. Arophyton humbertii ingår i släktet Arophyton och familjen kallaväxter. Inga underarter finns listade.